# Tétrakihexaèdre
Un tétrakihexaèdre est un solide de Catalan (le dual d'un solide d'Archimède). Son dual est l'octaèdre tronqué,.
Il peut être vu comme un cube dont chaque face (de côté a) est couverte par une pyramide carrée (de hauteur a/4). Cette interprétation est exprimée dans le nom, d'origine grecque : εξάεδρο / exáedro = « hexaèdre » (six faces) = cube, τετράκις / tetrákis = « quatre fois » = faces partagées en 4).

## Longueurs, surface et volume
Le rapport entre les longueurs des deux types d'arêtes est de 3/4.
Si la grande arête (celle du squelette cubique) a pour longueur a :
Son volume vaut :
{\displaystyle V={\frac {3}{2}}\ a^{3}.}
Sa surface vaut :
{\displaystyle A=3{\sqrt {5}}\ a^{2}\approx 6{,}708\ a^{2}.}
Si l'on agrandit les pyramides de telle sorte que tous les triangles deviennent équilatéraux, le polyèdre devient un solide de Johnson ; il n'est plus convexe ni inscriptible dans une sphère. Toutes ses arêtes sont alors de longueur a.
Le volume devient :
{\displaystyle V=\left(1+{\sqrt {2}}\right)a^{3}\approx 2{,}4142\ a^{3}.}
La surface devient :
{\displaystyle A=6{\sqrt {3}}\ a^{2}\approx 10{,}3923\ a^{2}.}

## Applications humaines et naturelles
Des dés polyédriques ayant la forme de tétrakihexaèdres sont occasionnellement utilisés par des joueurs.
Des formations cristallines naturelles de tétrakihexaèdres sont observées dans le cuivre et la fluorine.